# یواس‌ان‌اس بودویتچ (تی-ای‌جی‌اس-۲۱)
یواس‌ان‌اس بودویتچ (تی-ای‌جی‌اس-۲۱) (به انگلیسی: USNS Bowditch (T-AGS-21)) یک کشتی بود که طول آن ۴۵۵ فوت (۱۳۹ متر) بود. این کشتی در سال ۱۹۴۵ ساخته شد.